# James D. Hudnall
James David Hudnall (Santa Rosa, 10 de abril de 1957 – 9 de abril de 2019) foi um quadrinista norte-americano. Começou sua carreira em 1986, com a série Espers, da editora Eclipse Comics. Também trabalhou para as editoras Marvel Comics e DC Comics. Ganhou o Troféu HQ Mix de 1991 pela edição brasileira de sua graphic novel Lex Luthor - biografia não-autorizada (em coautoria com Eduardo Barreto).
Faleceu em 9 de abril de 2019 aos 61 anos de idade.